# Обзор Сайдинг-Спринг
Обзор Сайдинг-Спринг — наблюдательный проект по поиску околоземных астероидов и комет, реализуемый в обсерватории Сайдинг-Спринг (Австралия) с 1998 года по июль 2013 года, когда прекратилось финансирование.

## История обсерватории
Данный обзор является южной частью проекта Обзор Каталина, расположенного в США. Обзор Сайдинг-Спринг организован двумя университетами: Аризонский университет и Австралийский национальный университет при финансовой поддержке НАСА.

## Инструменты обсерватории
- Южный телескоп Шмидта Уппсала (D=0.52/0.66 м, F=1.75 м, работает по программе поиска околоземных астероидов, код обсерватории E12). Был установлен для Южного филиала Уппсальской обсерватории в обсерватории Маунт-Стромло с 1956 по 1980 года, а затем перенесён в Сайдинг-Спринг[3]

## Направления исследований
- Открытие околоземных астероидов и комет
- Подтверждение чужих открытий околоземных астероидов

## Основные достижения
- Открытие 73 новых комет (по состоянию на октябрь 2010 года)
- Открытие Большой кометы 2007 года (C/2006 P1 (Макнота))
- Открытие 3038 астероидов (за 2004—2013 года наблюдений)[4]

## Известные сотрудники
- Роберт Макнот
- Гордон Гаррэдд